# Чорнобор'є
Чорнобо́р'є (рос. Черноборье) — присілок у складі Куртамиського округу Курганської області, Росія.
Населення — 193 особи (2010, 345 у 2002).
Національний склад станом на 2002 рік:
- росіяни — 99 %